# كارول بوكيه
كارول بوكيه (بالفرنسية: Carole Bouquet)‏ (و. 1957 – م) هي ممثلة، وممثلة أفلام، وعارضة، ومخرجة سينمائية من فرنسا . ولدت في نويي-سور-سين .

## التعليم
تعلمت في CNSAD، وجامعة باريس

## جوائز وترشيحات
حصلت على جوائز منها:
- جائزة سيزر لأفضل ممثلة، عن عمل:Too Beautiful for You (1990)
- قائد الفنون والآداب.

ترشحت لـ:
- جائزة سيزر لأفضل ممثلة، عن عمل:Too Beautiful for You (1990)
- جائزة سيزر لأفضل ممثلة مساعدة، عن عمل:Rive droite, rive gauche (1985).

## أعمالها
| السنة | أعمال            | نوع   | الدور/الوظيفة |
| ----- | ---------------- | ----- | ------------- |
| 2017  | لا مانتي         | مسلسل | جين           |
| 2014  | ساعة من الهدوء   | فيلم  | ناثالي لابيرو |
| 2011  | غير متسامح       | فيلم  | جوديث         |
| 2001  | وسابي            | فيلم  | صوفيا         |
| 1981  | من أجل عينيك فقط | فيلم  | ميلينا        |

## روابط خارجية
- كارول بوكيه على موقع IMDb (الإنجليزية)
- كارول بوكيه على موقع روتن توميتوز (الإنجليزية)
- كارول بوكيه على موقع قاعدة بيانات الأفلام العربية
- كارول بوكيه على موقع ألو سيني (الفرنسية)
- كارول بوكيه على موقع ميوزك برينز (الإنجليزية)
- كارول بوكيه على موقع أول موفي (الإنجليزية)
- كارول بوكيه على موقع قاعدة بيانات الأفلام السويدية (السويدية)
- كارول بوكيه على موقع إن إن دي بي (الإنجليزية)
- كارول بوكيه على موقع ديسكوغز (الإنجليزية)
- كارول بوكيه على موقع قاعدة بيانات الفيلم (الإنجليزية)